# Jacinto María Cervera y Cervera
Jacinto María Cervera y Cervera (Pedralba, 12 ottobre 1827 – Maiorca, 14 novembre 1897) è stato un vescovo cattolico spagnolo.

## Biografia
Nacque a Pedralba nella Comunità Valenciana il 12 ottobre 1827 e fu ordinato sacerdote nel 1850.
Il 16 dicembre 1880 venne nominato vescovo ausiliare di Saragozza, ricevendo contestualmente il titolo di Ipso. Fu consacrato il 6 febbraio 1881 per l'imposizione delle mani del cardinale arcivescovo di Saragozza Manuel García Gil e dei coconsacranti Benito Sanz y Forés, vescovo di Oviedo, José María Orberá y Carrión, vescovo di Almería, e Antonio Ochoa y Arenas, vescovo di Sigüenza.
Il 27 marzo 1882 fu nominato vescovo di San Cristóbal de La Laguna nell'isola di Tenerife. Fece il solenne ingresso nella Cattedrale de La Laguna il 16 luglio 1882. Fu il terzo vescovo di Tenerife. Nel corso del suo mandato episcopale nella diocesi di Tenerife ordinò cinque sacerdoti diocesani. Dopo tre anni nella diocesi di Tenerife, presentò le sue dimissioni, che vennero accettate il 21 luglio 1885, ritirandosi nelle Isole Baleari.
Il 10 giugno 1886 fu nominato vescovo di Maiorca e Ibiza, posizione occupata fino alla sua morte, avvenuta il 14 novembre 1897, all'età di 70 anni.

## Genealogia episcopale
La genealogia episcopale è:
- Vescovo José Díaz de Lamadrid, O.F.M.Obs.
- Vescovo Angel Velarde y Bustamante
- Vescovo José Cuero y Caicedo
- Vescovo Hipólito Antonio Sánchez Rangel de Fayas, O.F.M.
- Vescovo Agustín Lorenzo Varela Temes
- Vescovo José Antonio Rivadeneyra
- Cardinale Miguel García Cuesta
- Cardinale Manuel García Gil, O.P.
- Vescovo Jacinto María Cervera y Cervera